# Kedah Football Association
O Kedah Football Association é um clube de futebol da cidade de Alor Setar na Malásia.

## Títulos
Fonte:
- Campeonato Malaio de Futebol: 1993, 2006–07 e 2007–08
- Campeonato Malaio de Futebol (2ª divisão): 1992, 2002, 2005–06 e 2015
- Malaysia FA Cup: 1996, 2007, 2008, 2017 e 2019
- Malaysia Cup: 1990, 1993, 2007, 2008 e 2016
- Supercopa da Malásia: 1991, 1994 e 2017